# Serravalle (San Marino)

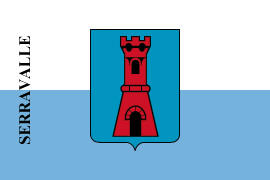
Flagge von Serravalle

Serravalle ist eine der neun Gemeinden (italienisch Comune, san-marinesisch Castello) in der Republik San Marino.

## Geografie
Serravalle ist mit ihren 11.161 Einwohnern (davon knapp 2000 ausländischer Herkunft) und einer Fläche von 10,53 km² die größte und am dichtesten besiedelte Gemeinde der Republik.
Der Ort grenzt an die san-marinesischen Gemeinden Domagnano und Borgo Maggiore sowie an die italienischen Gemeinden Verucchio, Rimini und Coriano (alle in der Provinz Rimini).
Zu Serravalle gehören die Ortsteile (italienisch Frazione, san-marinesisch Curazie) Cà Ragni, Cinque Vie, Dogana (150 m s.l.m., ca. 7000 Einwohner), Falciano (148 m, ca. 1000 Einwohner), Galazzano, Lesignano, Ponte Mellini, Rovereta (148 m) und Valgiurata (150 m).
Die Ortschaft Dogana, die an der Grenze zu Italien am Anfang der Landstraße nach Rimini liegt, ist mit ihren fast 7.000 Einwohnern das Ballungszentrum und die größte Ortschaft des Landes.

## Geschichte
In den mittelalterlichen Quellen hieß der Hauptort Castrum Olnani, das Dorf der Ulmen oder der Wildeschen. Der heutige Name stammt von den italienischen Wörtern serra (Bergkette) und valle (Tal). Erstmals dokumentiert wurde der Ort am 15. August 962 in einer Schrift von Otto I. als Serravallum. Serravalle war im Mittelalter ein befestigter Vorposten der Malatesta und wurde 1463 als eine der letzten Gebietserweiterungen in die Republik San Marino eingegliedert. Der zentrale Platz im Hauptort Serravalle ist Giuseppe Bertoldi gewidmet, einem um 1355 hier geborenen Gelehrten, der die Meisterwerke Dante Alighieris eingehend studiert hatte. Der Ortsteil Rovereta ist außerdem wegen der kontroversen Ereignisse vom 30. September 1957 bekannt, als ein Putschversuch gegen die damalige linksgerichtete Regierung in San Marino von Vertretern der Opposition durchgeführt wurde (Siehe Auseinandersetzungen von Rovereta). 

## Sehenswürdigkeiten
- Castello dei Malatesta, auch Castello di Serravalle[4] genannt, ehemalige Burg der Malatesta im historischen Ortskern von Serravalle.
- Chiesa di Sant’Andrea (Sankt-Andreas-Kirche), 1824 gebaut und 1973 vom italienischen Architekten Luigi Fonti aus Rimini renoviert.
- Collezione Maranello Rosso, Automobilmuseum (Ferrari und Abarth im Ortsteil Falciano)

## Wirtschaft
Im Gemeindegebiet befinden sich mehrere bedeutende Gewerbe- und Industriegebiete wie Rovereta, Galazzano und La Ciarulla.

## Sport
Serravalle ist mit den Mannschaften SS Cosmos, SS Folgore/Falciano und AC Juvenes/Dogana in der Liga Campionato Sammarinese di Calcio vertreten. Der Verein San Marino Calcio spielt in der dritten italienischen Liga Lega Pro Prima Divisione.
Zudem befindet sich in Serravalle das San Marino Stadium, in dem die San-marinesische Fußballnationalmannschaft ihre Heimspiele austrägt.

## Umwelt
In Serravalle gibt es ausgedehnte Parkanlagen, der Parco Ausa bei Dogana und der „Parco Laiala“.

## Öffentliche Einrichtungen
In der Gemeinde Serravalle gibt es zahlreiche öffentliche Einrichtungen, darunter viele Kindergärten und Grundschulen, eine moderne Mittelschule, ein Gesundheitszentrum und mehrere Apotheken sowie ein Kino, ein Theater, eine Sala Polivalente (Kongresssaal) und das Sozialzentrum bei Dogana.
Allein in Dogana befinden sich drei große Kaufhäuser, die dank der in San Marino wesentlich niedrigeren Mehrwertsteuer ihre Waren günstiger als in Italien verkaufen können und von einem regen Einkaufstourismus leben. Im Aufbau ist auch das San Marino World Trade Center, ein großes Handelszentrum mit vielen Kongresssälen, Hochhäusern für Regierungsämter und Einrichtungen für Erholung und Freizeit direkt an der Grenze zu Italien.

## Gemeindepartnerschaften
- Chiusi della Verna (Provinz Arezzo), Italien, seit 2008[5]
- Zakynthos (Ionische Inseln), Griechenland, seit 2014[6]

## Söhne und Töchter der Gemeinde
- Ezio Balducci (1904–1957), Politiker
- Oscar Mina (* 1958), Politiker

## Bilder

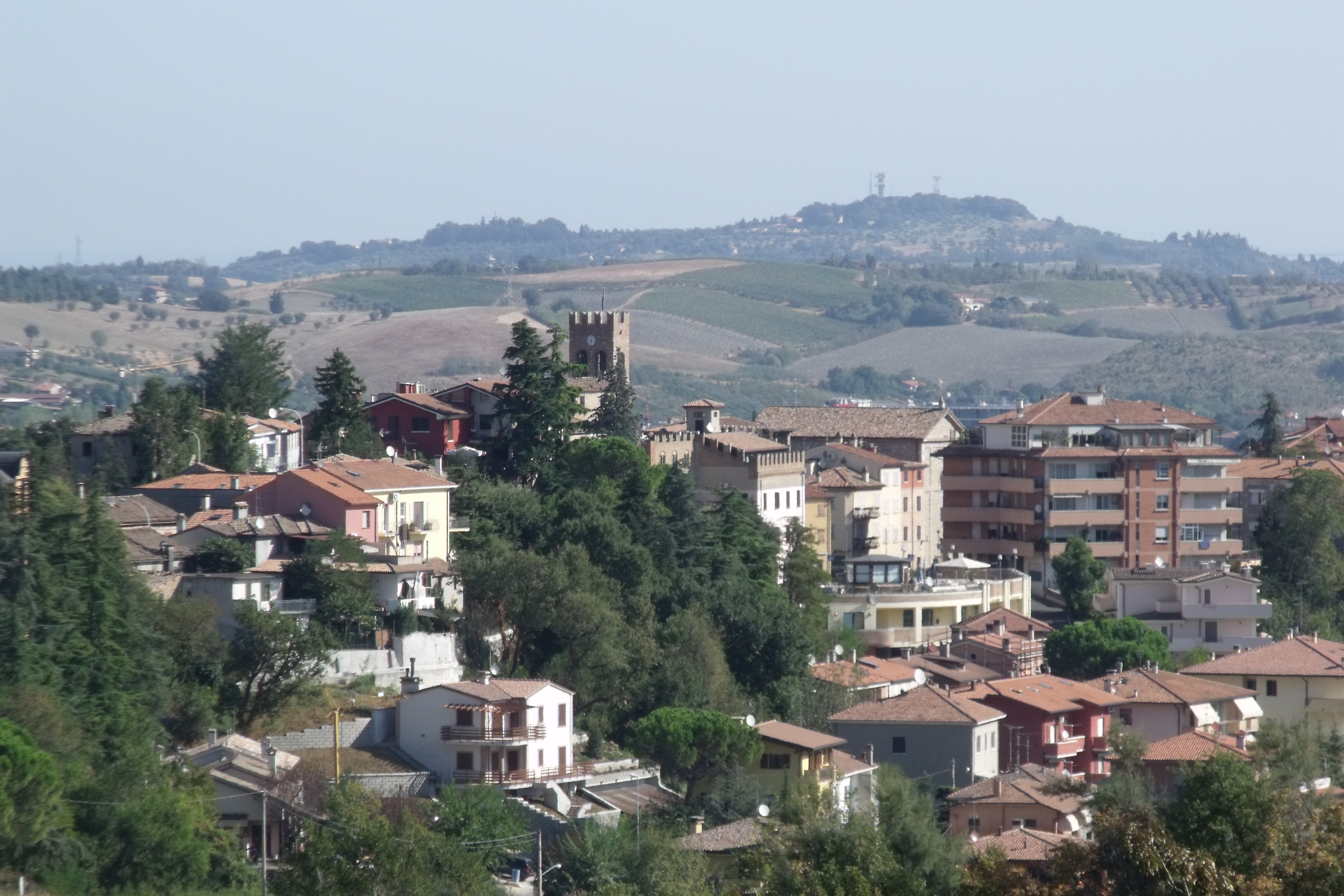
Panorama von Serravalle
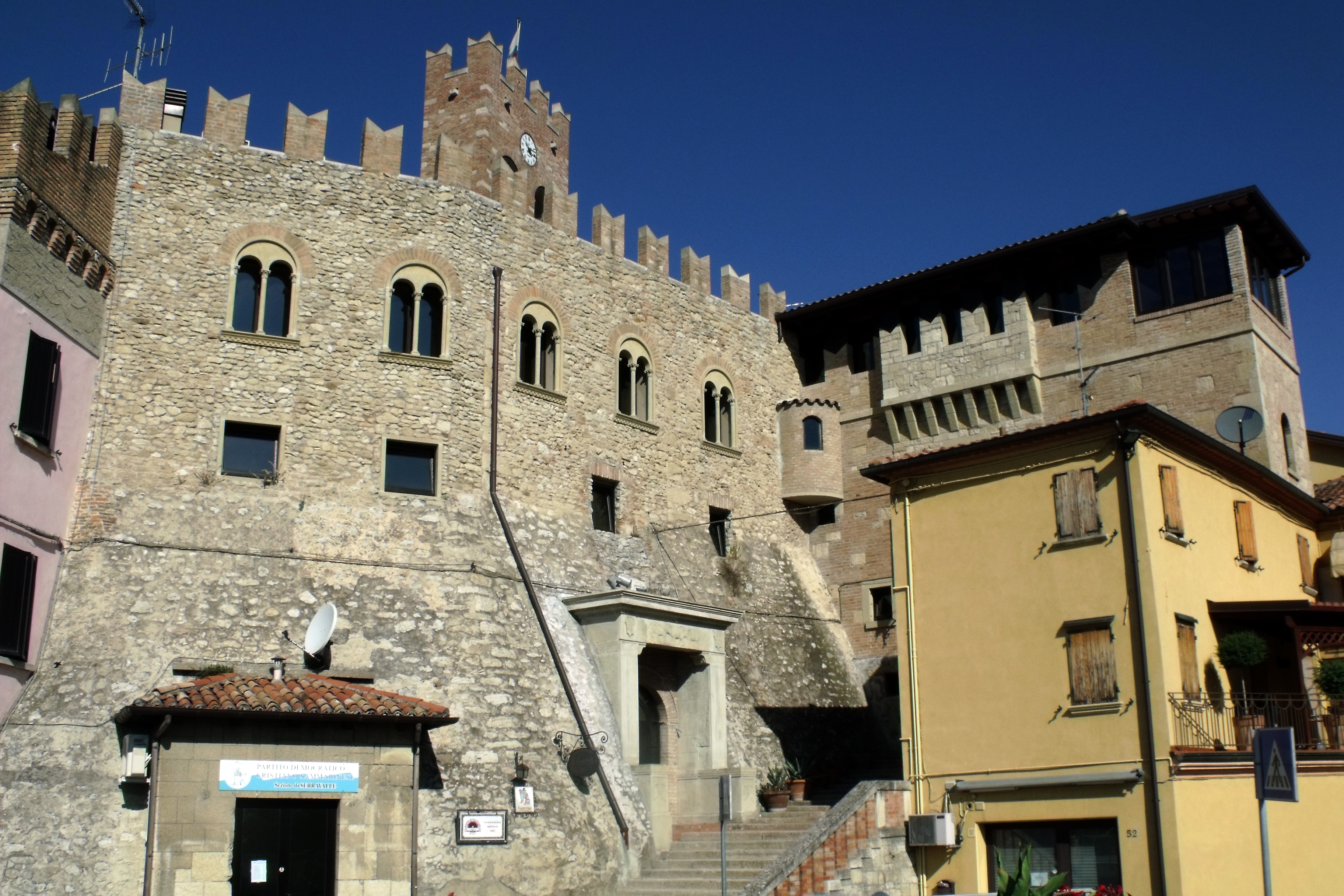
Das Castello von Serravalle (Fassade und Eingang)
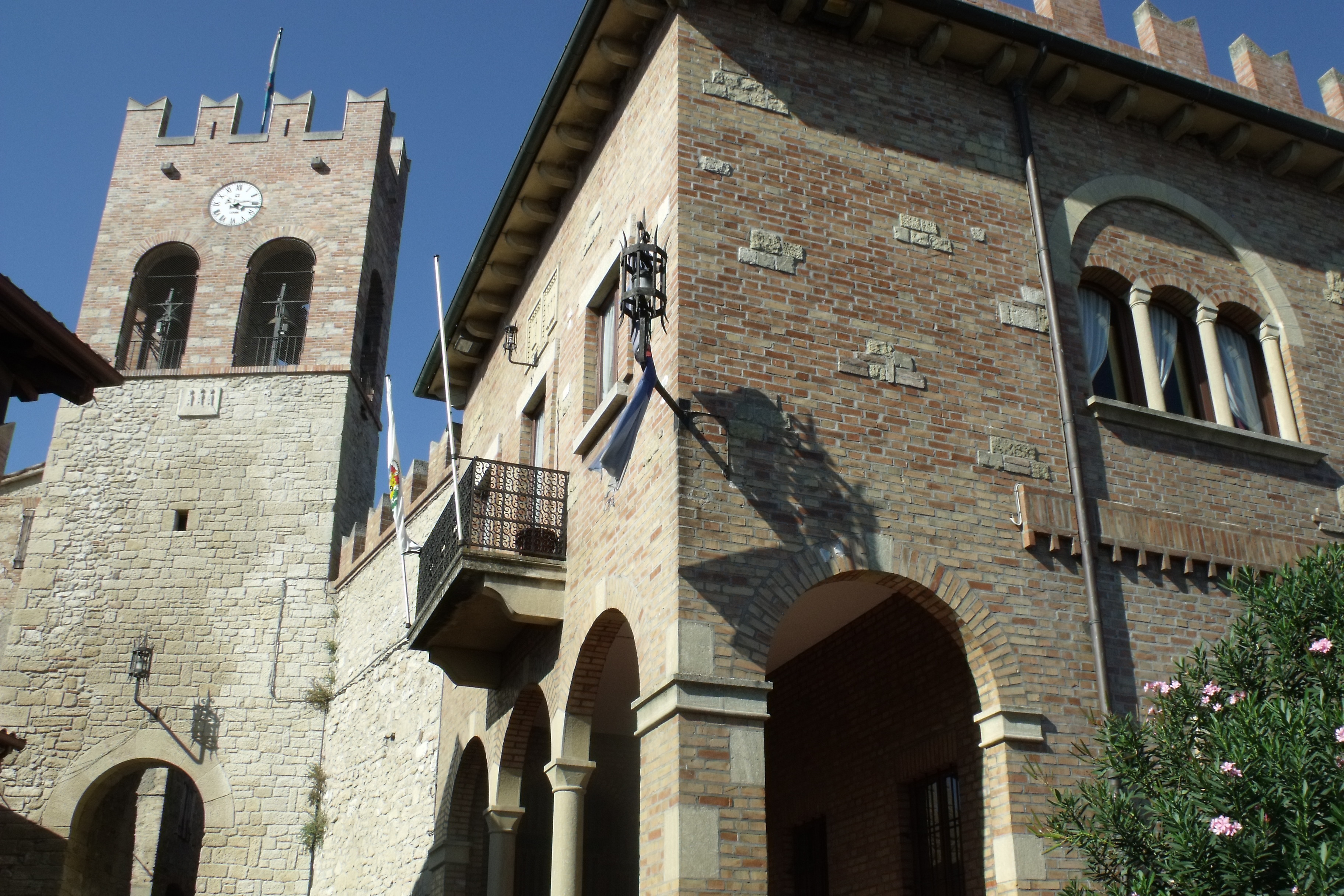
Das Castello von Serravalle (Innenseite)